# Геккер, Иван Романович
Иван Романович Геккер (нем. Johann von Hecker; 4 марта 1927, Ленинград — 7 мая 1989, Москва) — физик-экспериментатор, потомок Л. Эйлера

## Биография
Родился 4 марта 1927 года в Ленинграде (при крещении получил имя Johann von Hecker), в семье палеонтологов:
С детства ездил с родителями в научные экспедиции на поиски мамонтов. Но уже в школе он увлекся физикой, и это стало делом всей его дальнейшей жизни.
После окончания школы он поступил в Московский энергетический институт (окончил в 1950 году). Стал инженером-физиком.
Работал в Институте автоматики и телемеханики в Москве, Кандидат технических наук в 1959.
Работал научным сотрудником в Институте общей физики АН СССР, старший научный сотрудник (с 1971).
Преподавал в Московском физико-техническом институте, читал курс «Физика плазмы и контроль термоядерной реакции».
Специалист по физике плазмы, радиоэлектронике и истории науки. Основные работы затрагивают изучение взаимодействия микроволновой плазмы. И. Р. Геккер был в Швейцарии в 1975 году по приглашению и занимался подготовкой VII Eвропейской конференции Controlled Fusion and Plasma Physics (Лозанна 1-5 сентября 1975)
В 1983 году (потомок Леонарда Эйлера в 8 колене, от старшего сына академика Иоганна-Альбрехта Эйлера) стал научным секретарем Эйлеровского комитета АН СССР. Занимался организацией юбилейных торжеств и сам участвовал в них — в Москве, Ленинграде, Берлине и Швейцарии.
Он знал английский, французский, немецкий и итальянский языки.
В 1988 году подготовил к защите докторскую диссертацию по физике плазмы «Аномальное поглощение электромагнитных волн в плазме», но 7 мая 1989 года скончался, не успев её защитить.
Похоронен на   Николо-Архангельском кладбище города Москвы  , участок  25, в родственной  могиле  художника  Владимирова В.М.

## Семья
- отец — Геккер, Роман Фёдорович (Robert-Roman-Gustav-Wilhelm von Hecker) (1900, Санкт-Петербург — 1991, Москва) из потомственных дворян Петербургской губернии, профессор, доктор биологических наук (1937), преподавал в ЛГУ и МГУ имени Ломоносова, заведовал лабораторией Палеонтологического института АН СССР. В Санкт-Петербурге во время своей учёбы в двух институтах (Горном и Географическом) познакомился на студенческой практике со своей будущей женой.
- мать — Екатерина Львовна (1897, Санкт-Петербург — 1950, Москва) (урождённая Абакумова) из потомственных дворян Петербургской губернии. Она после учёбы в Смольном институте тоже училась в Географическом. В 1925 году они оба закончили его и после этого сразу поженились. Екатерина Львовна Геккер преподавала в ЛГУ и МГУ имени Ломоносова, ассистент МГУ. Вместе со своим мужем Р. Ф. Геккером и академиком А. A. Борисяком — основатели кафедры палеонтологии в Московском университете.

В 1952 году женился на Светлане Владимировне Владимировой (род. 26 июня 1927 года — ум. 3 марта 2014 года). Работала во МХАТе, начиная с 1943 года. Играла в спектаклях Царь Федор Иоаннович, Синяя птица, Последние дни Пушкина и др. Актриса театра и кино, окончила ГИТИС в 1955, преподавала сценическую речь в Московском Государственном Университете Культуры и Искусств, в Театральном училище имени Щукина, в Театральном училище имени Щепкина. Снималась в фильмах «Душенька», «В свободном полете», «Хождение по мукам» и других.
В браке родилась дочь — Геккер, Наталия Ивановна.